# Єзовітов Костянтин Борисович

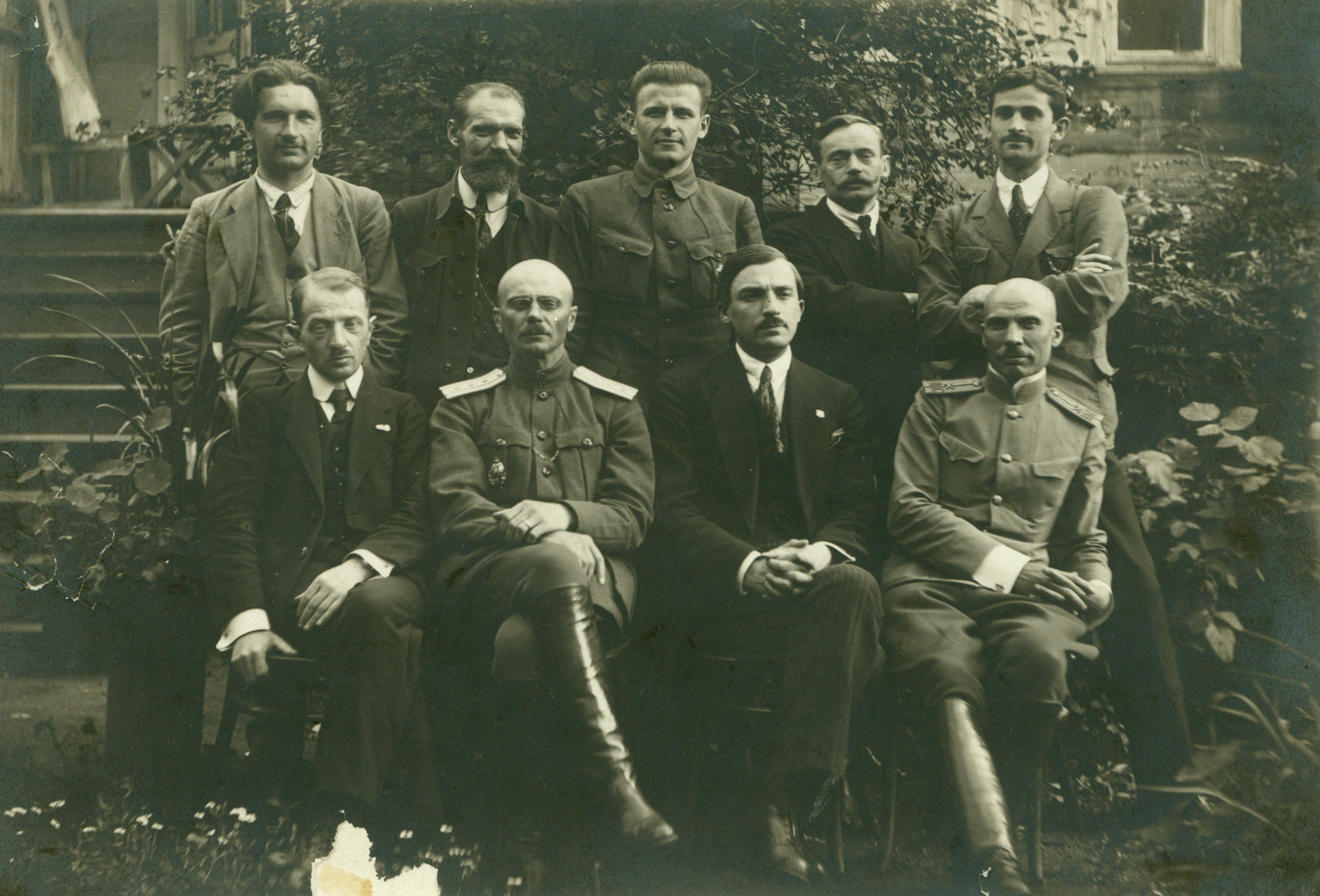
Уряд БНР. К. Єзовітов стоїть третій зліва.

Касту́сь Єзові́тов (біл. Касту́сь Езаві́таў, ілі Костянти́н Бори́сович Єзові́тов, біл. Канстанці́н Бары́савіч Езаві́таў; 5 (17) травня 1893, Двінськ (зараз Даугавпілс, Латвія) — 23 травня 1946, Мінськ) — білоруський політичний, громадський і військовий діяч, публіцист, перекладач, педагог, генерал-майор, в першу світову війну проводив активну просвітницьку й організаційну роботу серед солдатів-білорусів Північного фронту. Був обраний заступником голови Центральної Білоруської Армійської Ради.
25 березня 1918 брав участь у проголошенні незалежності Білоруської Народної Республіки, входив до складу її Ради. Обіймав посаду народного секретаря з армійських справ (так званого міністра оборони).
У 1919–1920 роках був керівником армійської-дипломатичної місії БНР у Латвії та Естонії.
Встановив дипломатичні відносини білоруського уряду з урядами України, Литви, Латвії, Естонії та Фінляндії, звернувся з проханням про військову допомогу до уряду США. Сприяв переходу генерала Булак-Балаховича на білоруську службу.
У 1921–1944 роках жив у Латвії. У 20-х роках арештований в групі білорусів Латгалії політичною поліцією ЛР (звинувачення в змові з метою приєднати Латгалії до Білорусі), в 1925 року в Двінську відбувся суд.
Під час Другої світової війни був членом Білоруської центральної ради, в 1945 році обіймав посаду військового міністра в уряді БЦР. У квітні 1945 року був заарештований СМЕРШем. За офіційною версією, помер від дистрофії у в'язниці.